# Атлантический лосось
Атлантический лосось, или озёрный лосось, или сёмга (лат. Salmo salar), — вид лососёвых рыб из рода лососей.
Может достигать длины 1,5 м и массы 43 кг. Максимальная продолжительность жизни 13 лет.
Один из ценнейших промысловых видов среди лососей. Мясо и икра сёмги обладают высокими гастрономическими качествами и являются деликатесными продуктами.

## Распространение
Проходная форма обитает в северной части Атлантического океана. Заходит на нерест в реки от Португалии и Испании до Баренцева моря.
Озёрная форма сёмги в России обитает в озёрах Кольского полуострова и Карелии: Имандра, системе озёр Куйто (Верхнее, Среднее и Нижнее), Нюк, Каменное, Выгозеро, Сегозеро, Сандал, Янисъярви, Онежское и Ладожское, в Европе — в Норвегии, Швеции, Финляндии.

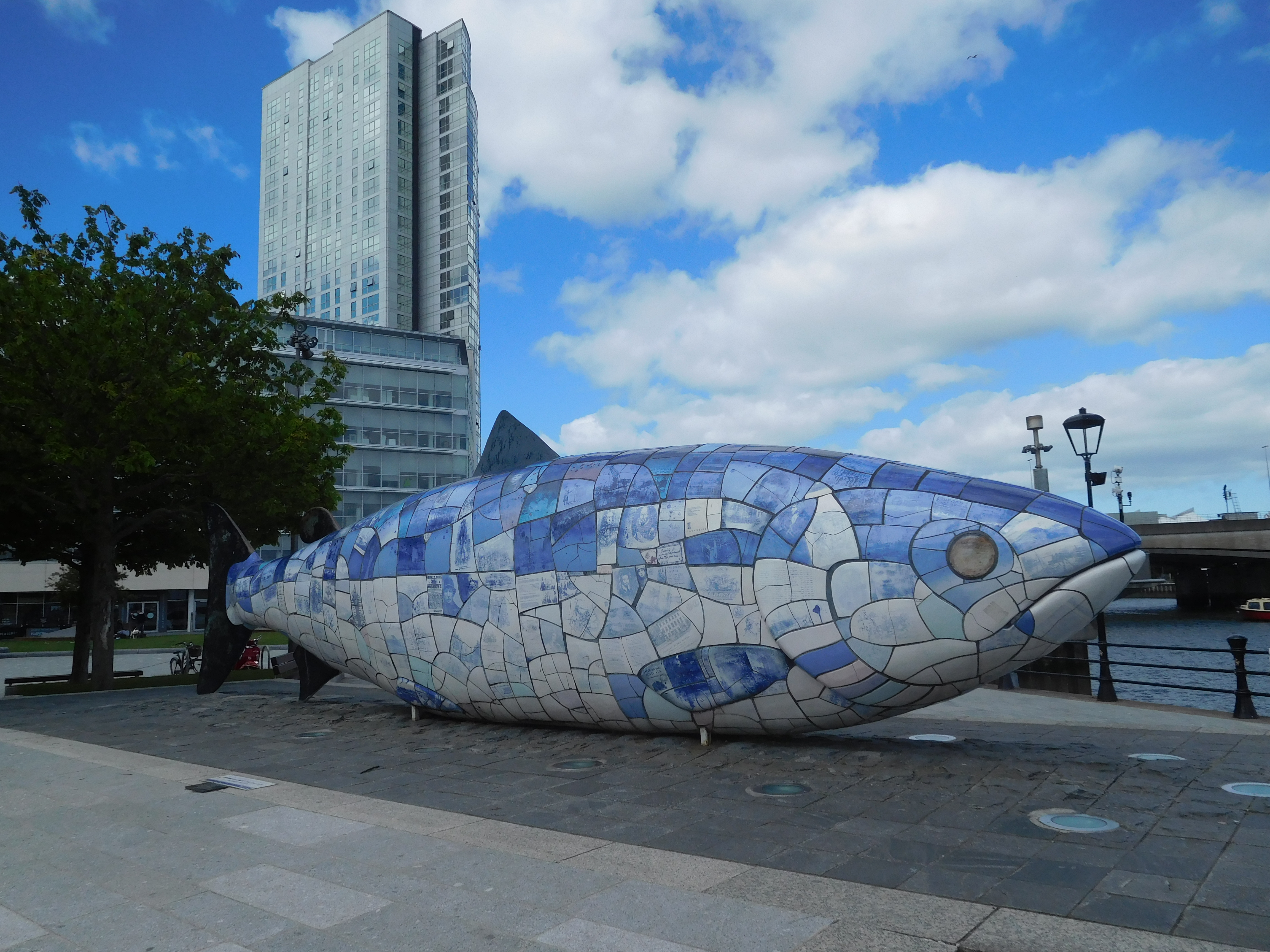
«Большая рыба» — памятник лососю в центре Белфаста

Сёмга занимает весьма обширный ареал. Она распространена в Северной части Атлантического океана и западной части Северного Ледовитого океана. По побережью Европы на юге достигает Португалии, на северо-востоке — реки Кары. В России заходит в реки Мурманского побережья и Белого моря, Печору, реки Балтийского моря.
Нагул, как правило, в море, где основным источником пищи служат стайные рыбы — килька, салака, сельдь, трёхиглая колюшка, корюшка и песчанка.
Нерест происходит в реках. Вошедшие в реку с нагула рыбы данного вида не питаются. Нерестилища сёмги располагаются в верхних и средних течениях реки на порожистых участках, обычно на перекатах, прилегающих к берегу. По характеру питания и гидрологическому режиму нерестилища разделяют на два типа: нерестилища с ключевым питанием, высокой температурой воды зимой (1—3 °С), кратковременным ледовым покровом и нерестилища бесключевые, с температурой воды зимой около 0 °С и устойчивым ледовым покровом. На нерестилищах первого типа выход молоди из нерестовых бугров осуществляется раньше, но молодь растет медленнее, чем на нерестилищах второго типа. Самые мощные природные нерестилища атлантического лосося находятся в реках Шуе, Умбе, Кеми.

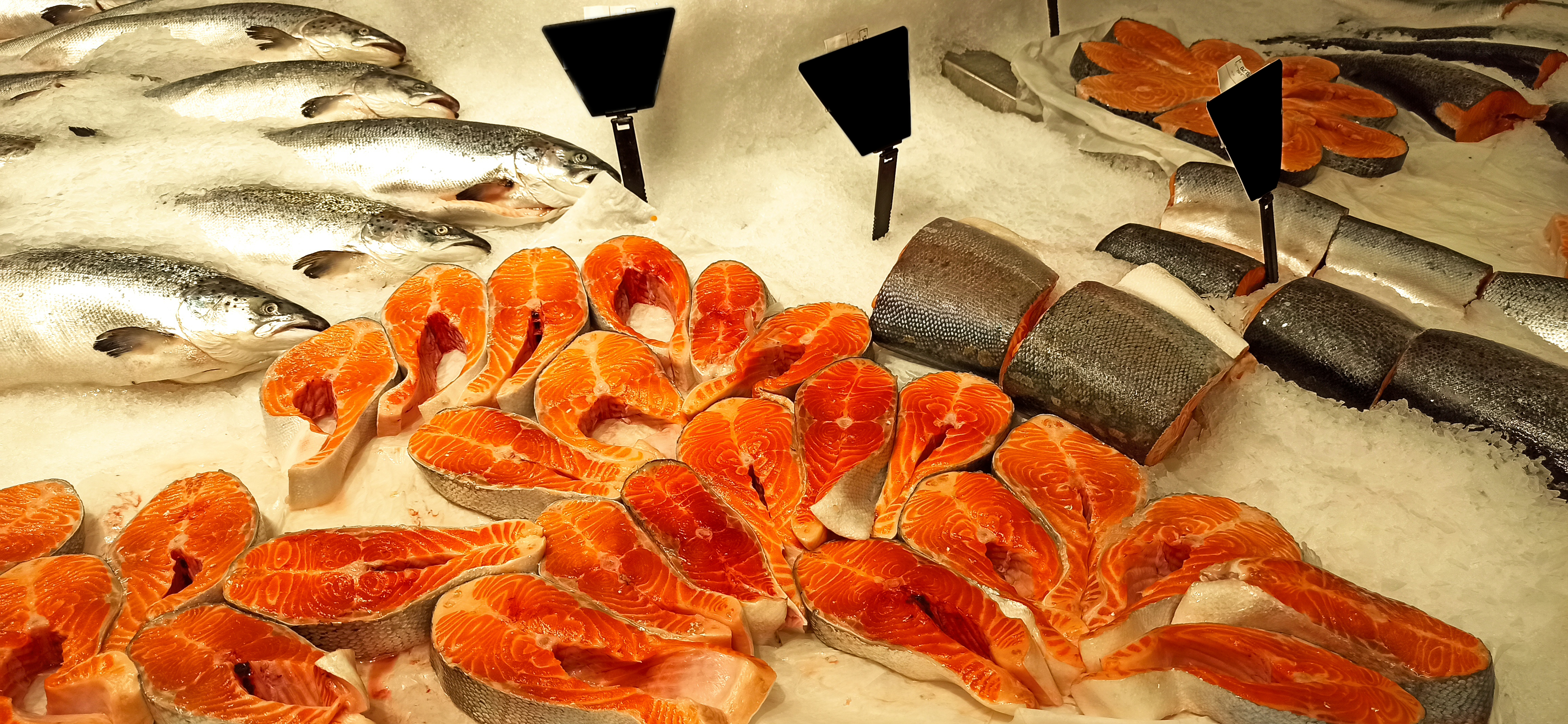
Лосось в магазине

Является объектом искусственного воспроизводства.
Генетически модифицированный атлантический лосось (AquAdvantage salmon) был одобрен FDA в ноябре 2015 для продажи в США.